# Рандалстаун
За едноименния град в Северна Ирландия вижте Рандалстаун (Северна Ирландия).
Рандалстаун (на английски: Randallstown) е селище в окръг Балтимор, Мериленд, Съединени американски щати. Намира се на 15 km северозападно от центъра на град Балтимор. Населението му е 32 430 души (по преброяване от 2010 г.).
В Рандалстаун умира химикът Кристиан Анфинсен (1916 – 1995).